# 1956 en droit
Cet article présente les faits marquants de l'année 1956 en droit.

## Événements

### Janvier
- 1er janvier : indépendance du Soudan, octroyée par le Royaume-Uni.

### Mars
- 2 mars : indépendance du Maroc.

### Novembre
- 13 novembre : la Cour suprême des États-Unis juge la ségrégation raciale dans les bus contraire à la Constitution.